# Liste der Bodendenkmäler in Gochsheim
Auf dieser Seite sind die Bodendenkmäler in der unterfränkischen Gemeinde Gochsheim zusammengestellt. Diese Tabelle ist eine Teilliste der Liste der Bodendenkmäler in Bayern. Grundlage ist die Bayerische Denkmalliste, die auf Basis des Bayerischen Denkmalschutzgesetzes vom 1. Oktober 1973 erstmals erstellt wurde und seither durch das Bayerische Landesamt für Denkmalpflege geführt wird. Die folgenden Angaben ersetzen nicht die rechtsverbindliche Auskunft der Denkmalschutzbehörde.

## Bodendenkmäler in Gochsheim
| Lage       | Objekt                                                                                         | Akten-Nr.     | Bild |
| ---------- | ---------------------------------------------------------------------------------------------- | ------------- | ---- |
| (Standort) | Bestattungsplatz mit Grabhügel vorgeschichtlicher Zeitstellung.                                | D-6-5927-0050 |      |
| (Standort) | Bestattungsplatz mit Grabhügeln vorgeschichtlicher Zeitstellung.                               | D-6-5927-0051 |      |
| (Standort) | Körpergräber der Merowingerzeit.                                                               | D-6-5927-0054 |      |
| (Standort) | Mittelalterliche Wüstung „Eltheim“.                                                            | D-6-5927-0055 |      |
| (Standort) | Mittelalterlicher Burgstall „Bergheide“.                                                       | D-6-5927-0058 |      |
| (Standort) | Bestattungsplatz mit Grabhügel vorgeschichtlicher Zeitstellung.                                | D-6-5927-0059 |      |
| (Standort) | Freilandstation des Mesolithikums und Siedlung des Neolithikums.                               | D-6-5927-0060 |      |
| (Standort) | Grabenwerk vorgeschichtlicher Zeitstellung.                                                    | D-6-5927-0116 |      |
| (Standort) | Siedlung der Hallstattzeit.                                                                    | D-6-5927-0119 |      |
| (Standort) | Untertägige Teile der frühneuzeitlichen Evang.-Luth. Pfarrkirche St. Michael in Gochsheim      | D-6-5927-0209 |      |
| (Standort) | Untertägige Teile der spätmittelalterlichen bis neuzeitlichen Kath. Pfarrkirche St. Bonifatius | D-6-5927-0211 |      |
| (Standort) | Siedlung der jüngeren Latènezeit.                                                              | D-6-5927-0244 |      |
| (Standort) | Siedlung vorgeschichtlicher Zeitstellung.                                                      | D-6-5927-0245 |      |
| (Standort) | Bestattungsplatz mit verebneten Grabhügeln vorgeschichtlicher Zeitstellung.                    | D-6-6027-0028 |      |